# Masdar
Masdar (in arabo مدينة مصدر‎?, Madīnat Maṣdar) o in inglese Masdar City, letteralmente "la città sorgente", è una città pianificata dell'Emirato di Abu Dhabi, negli Emirati Arabi Uniti. 

## Pianificazione
Progettata dallo studio di architettura inglese Foster and Partners, la città conterà esclusivamente sull'energia solare, con un'economia a emissioni zero e un'ecologia senza rifiuti.
La città, che coprirà 6 km², si trova a 30 km a est della capitale, vicino all'aeroporto internazionale di Abu Dhabi.
Masdar è aperta al pubblico: una volta arrivati è sufficiente informare la sicurezza che si intende prendere visione della città: un sistema di trasporto elettrico automatizzato senza conducente chiamato PRT (Personal Rapid Transit) sarà messo a disposizione dei visitatori.
L'iniziativa è capeggiata dalla società Abu Dhabi Future Energy Company e presieduta dallo sceicco Mohammad Bin Zayed Al Nahyan.
Il progetto è iniziato nel 2006, e si pensa ci vogliano 10 anni per completarlo.
La prima fase è stata completata e resa abitabile nel 2016.
Madinat Masdar — colosso da 22 miliardi di dollari voluto dalla compagnia energetica Masdar — è una città in cui le normali auto non potranno circolare, sostituite da circa 2.500 navette a emissioni zero che effettueranno 150.000 itinerari al giorno. L'energia sufficiente a mantenere la città sarà garantita da impianti fotovoltaici, eolici e termali che faranno risparmiare, nei prossimi 25 anni, oltre due miliardi di dollari di petrolio. La città ospiterà, almeno all'inizio, 50.000 persone, 1.500 imprese e il Masdar Institute of Science and Technology, polo universitario realizzato in collaborazione con il Massachusetts Institute of Technology e dedicato esclusivamente allo studio e alla ricerca nel campo delle energie rinnovabili. Masdar mira ad essere uno degli sviluppi urbani più sostenibili al mondo.
La costruzione iniziò nel 2008 e i primi edifici sono in programma di aprire nel terzo trimestre del 2010. La città sarà sede di compagnie internazionali e le menti di spicco nel settore della sostenibilità e delle energie rinnovabili. General Electric è un partner strategico in Masdar e costruirà il suo primo centro Ecomagination nella città. Il centro si concentrerà sulla promozione di soluzioni di business sostenibile che sostenga lo sviluppo e la diffusione di nuove tecnologie e innovative.
Altri partner famosi del progetto includono BP, Royal Dutch Shell, Mitsubishi, Rolls-Royce, Total S.A., Mitsui, Fiat e la tedesca Conergy, che sta pianificando una centrale solare termodinamica da 40 MW.